# Archaeonycteris
Archaeonycteris és un gènere extint de ratpenats de la família dels arqueonictèrids que visqueren a l'Europa occidental i el subcontinent indi durant l'Eocè, fa entre 40,4 i 55,8 milions d'anys. Se n'han trobat restes fòssils a Alemanya, França, Índia i Portugal. Eren un xic més grossos que Icaronycteris i Palaeochiropteryx. Encara conservaven urpes als dits índexs. L'espècie A. praecursor és un dels mamífers més primitius que es poden classificar sense cap mena de dubte com a ratpenats. El nom genèric Archaeonycteris significa ‘ratpenat antic’.